# Karlsruher Dreiecksrennen
Das Karlsruher Dreiecksrennen war eine der zahlreichen Rennsportveranstaltungen auf temporären Motorsport-Rennstrecken, die nach dem Zweiten Weltkrieg in Deutschland auf meist öffentlichen Straßen eingerichtet wurden. Das Karlsruher Dreiecksrennen wurde auf Teilen der A 8 und der A 5 am auch heute noch so genannten Karlsruher Dreieck veranstaltet. In einigen Quellen wird die Veranstaltung nach dem Stadtteil Karlsruhe-Durlach benannt.

## Streckenführung

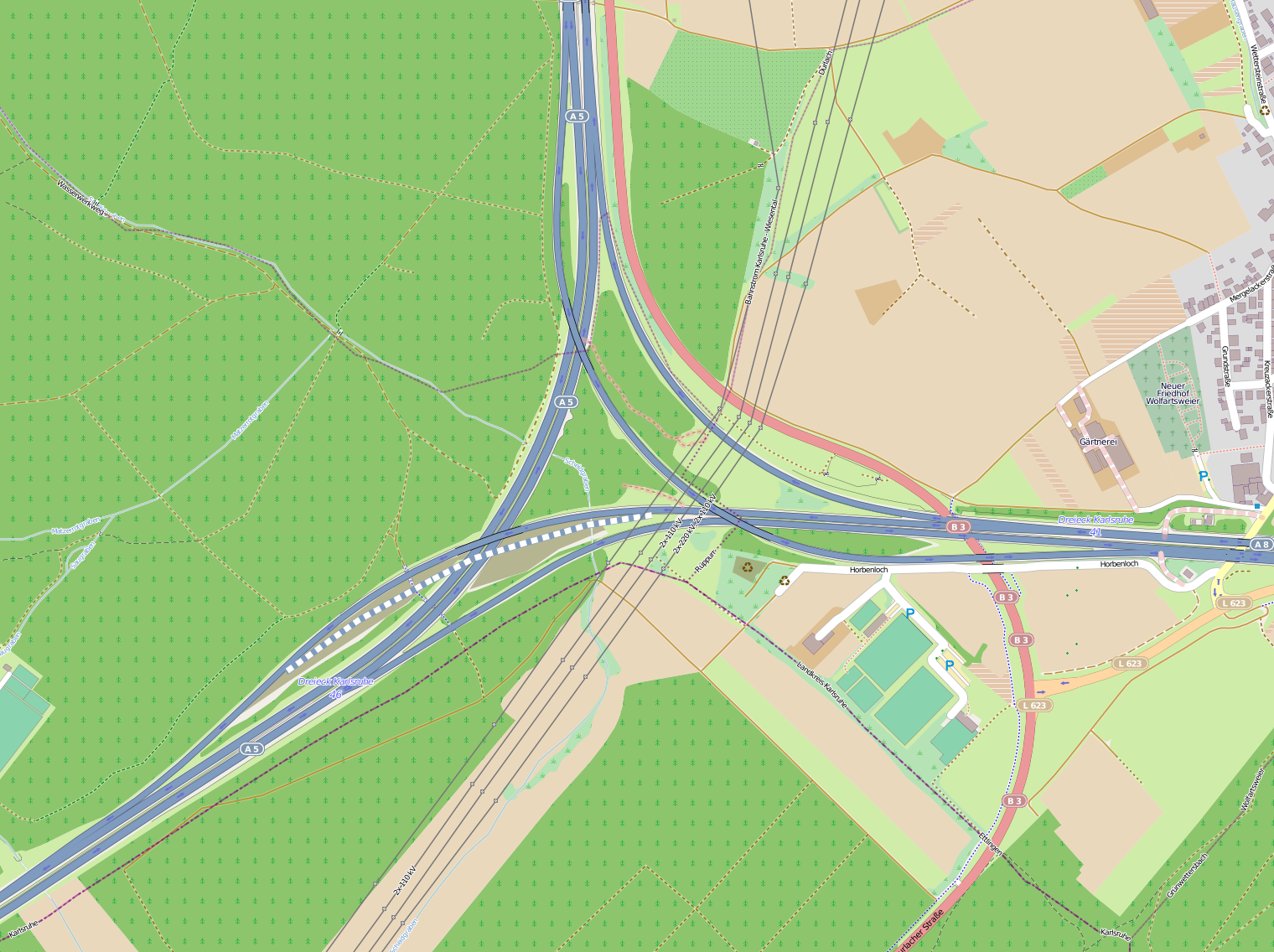
Karlsruher Dreieck heute

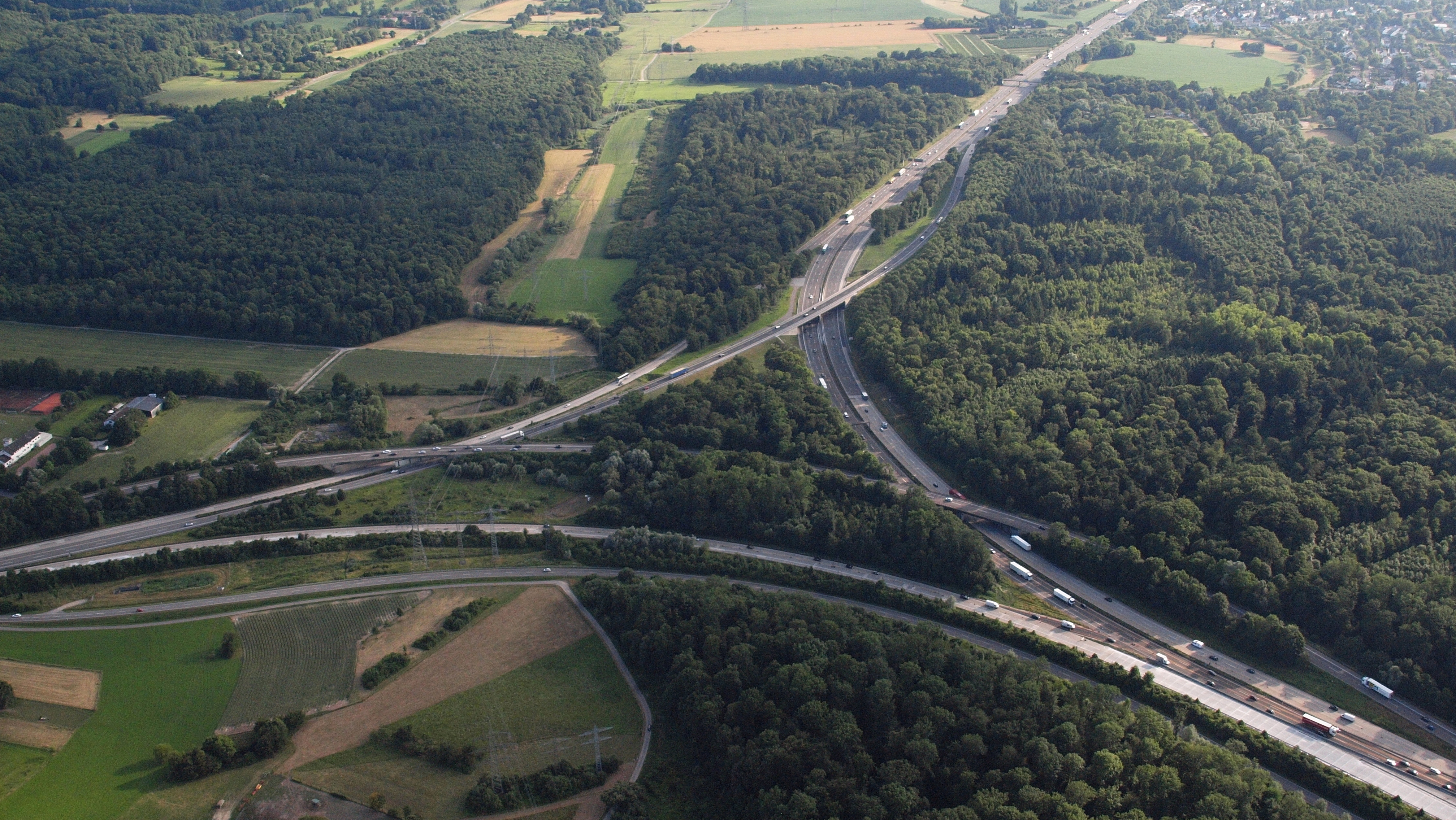
Karlsruher Dreieck (2013)

Start und Ziel der 3,4 km langen und entgegen dem Uhrzeigersinn gefahrenen Strecke war kurz vor der Abfahrt von der A 8 auf die A 5 Richtung Frankfurt. Kurz nach der Auffahrt auf die A 5 war die erste Haarnadelkehre (durch den Mittelstreifen) nach links auf die Gegenrichtung der A 5 Richtung Basel. Nach Unterquerung von zwei Brücken führte die nächste Haarnadelkurve nach links auf die Gegenrichtung der A 5 Richtung Frankfurt und von dort direkt wieder auf die Abfahrt zur A 8 Richtung Stuttgart. Die dritte und letzte Linkskehre war nach Unterquerung einer Brücke auf der A 8, kurz nach Passieren einer Tribüne und des Start- und Zielbereichs in der Gegenrichtung. Damit gab es keine echte Gerade im gesamten Streckenverlauf, sondern neben den drei Linkskehren nur drei leichte Rechtsbögen, ähnlich der Parabolika auf dem neuen Hockenheimring.

## Geschichte
Bereits in den 1920er-Jahren gab es im Karlsruher Wildpark eine Rennstrecke, auf der im Mai 1926 der Rennfahrer Ernst Jakob Henne sein erstes Motorradrennen auf BMW gewann. Ende des Jahrzehnts verboten jedoch die städtischen Behörden weitere Wildparkrennen – die Initialzündung für die Idee zum Bau des Hockenheimrings 1932. Die nach dem Zweiten Weltkrieg noch sehr verkehrsarmen Autobahnen konnten relativ problemlos zeitweise für Rennveranstaltungen genutzt werden. Allerdings waren in der Not der Nachkriegszeit die technischen Mittel wie Absperrungen, Sicherheitseinrichtungen, Zuschauerplätze und Zeitnahme beschränkt. Bereits im September 1946 gab es ein Sportwagenrennen auf dem Karlsruher Dreieckskurs; mit rund zwei Dutzend Teilnehmern, darunter so bekannte Rennfahrer wie Karl Kling und Hans Stuck (beide auf BMW 328).
Typisch für die Rennen dieser Zeit war der Einsatz von Vorkriegsautos durch aus Vorkriegszeiten bekannte Fahrer, die ihre Sportwagen zum Teil notdürftig restauriert hatten. Bei der ersten Rennveranstaltung am Karlsruher Dreieck fiel rund die Hälfte der Teilnehmer aus. Im selben Jahr fand hier auch ein Motorradrennen statt, bei diesem gewann der BMW-Fahrer Georg Meier im Juli 1948 die 500-cm³-Klasse und Thomas Seppenhauser die 600-cm³-Seitenwagen-Klasse (ebenfalls auf BMW).
Für 1947 ist kein Sportwagenrennen verzeichnet; erst 1948 gab es wieder eines in zwei Klassen, wobei Karl Kling wie schon 1946 die Klasse bis 2000 cm³ gewann, diesmal auf einem Veritas RS (BMW-Umbau). Weitere Sportwagenrennen sind aus den Jahren 1949 und 1951 überliefert, ein Motorradrennen aus dem Jahr 1950, wobei die Zuschauerzahlen jeweils auf etwa 50.000 geschätzt wurden. Nach 1951 gab es – offenbar wegen des steigenden Verkehrsaufkommens auf den Autobahnen – keine offiziellen Rennen mehr am Karlsruher Dreieck.